# مسابقه هفته
مسابقه هفته عنوان برنامه‌ای تلویزیونی بود که از اواخر دهه ۱۳۶۰ تا اواخر دهه ۱۳۷۰ خورشیدی، پنجشنبه شب‌ها از شبکهٔ اول پخش می‌شد.

## ساختار

### اجرا
این برنامه در ابتدا با اجرای کمال‌الحق سلامی پخش می‌شد که بعدها جای خود را به منوچهر نوذری داد.

### قوانین
مسابقه هفته به تفکیک جنسیت برگزار می‌شد. در این مسابقه ۱۵ شرکت‌کننده به پرسش‌هایی در موضوعات مختلفِ اطلاعات عمومی پاسخ می‌دادند و برای هر پاسخ نادرست، یک چراغ از سه چراغ آنها خاموش و در نهایت حذف می‌شدند. در مرحلهٔ نخست و طی دو دور، شرکت‌کنندگان به نوبت به پرسش‌ها پاسخ می‌دادند. اما در مرحله دوم، کسانی که پاسخ صحیح می‌دادند تعیین می‌کردند که چه کسی باید به سؤال بعدی جواب دهد. در مرحله فینال، سه شرکت کننده برتر به ۴۰ سؤال (و به سیاق مرحله دوم) پاسخ می‌دادند تا برنده معلوم شود. ۲۰ سؤال این مرحله پس از پخش قسمت‌هایی از یک فیلم سینمایی پرسیده می‌شد که به جزئیات آن قسمت‌ها می‌پرداختند و ۲۰ سؤال بعدی مجدداً به اطلاعات عمومی بازمی‌گشتند.

### فیلم‌های بخش فینال
اکثر فیلم‌های بخش فینال، سیاه و سفید و متعلق به دوران سینمای کلاسیک هالیوود بودند که از میان آنها می‌توان به آنها در شب می‌رانند، بعضیا داغشو دوس دارن، غریبه‌ها در قطار و مأمور ما در هاوانا اشاره کرد.

### موسیقی متن
در طول اجرای برنامه، همواره موسیقی متنی در پس زمینه سوالات پخش می‌شد که شامل قطعات ملایمی از تکنوازی پیانو بود که از معروفترین آنها می‌توان به نسخه بی کلام آهنگ زنی عاشق از میرِی ماتیو اشاره کرد.

## استقبال
گرچه مسابقه هفته از ابتدا به محبوبیت دست یافت و کمال‌الحق سلامی نیز از دانش بالایی برای اجرا برخوردار بود، اما جایگزینی وی با نوذری بود که باعث موفقیت بیشتر مسابقه شد و کار بجایی رسید که افراد برای شرکت در این برنامه باید چندین ماه در صف انتظار می‌ماندند. حتی کتاب‌هایی شامل سؤال و جواب‌های این برنامه نیز به بازار عرضه شد که علاوه بر افزایش سطح اطلاعات عمومی مردم، آمادگی آن‌ها را نیز برای شرکت در این مسابقه بالا می‌بردند. داریوش کاردان علت ماندگاری مسابقه هفته را در «صداقت» برنامه عنوان کرده است.

## فرهنگ عامه

نوذری در حال اجرای مسابقه

- زمانیکه عادل فردوسی‌پور هنوز فردی ناشناخته بود در یکی از قسمتهای مسابقه هفته شرکت کرد. تصادفاً، یکی از سوالات برنامه از او به تخصص‌اش یعنی فوتبال مربوط می‌شد. پاسخ وی که نام کامل پله را شامل می‌شد با شوخی‌های خاص نوذری همراه شد. این لحظه از مسابقه در سال‌های بعد و با توسعه اینترنت در ایران، به صورت گسترده‌ای در میان مردم دست به دست شد.
- برخی از اصطلاحات به کار رفته در مسابقه هفته تا به امروز در فرهنگ محاوره مردم ایران به کار گرفته می‌شوند که از میان آنها می‌توان به موارد زیر اشاره کرد:

- از کی بپرسم؟ از خودم بپرس.
- با سه چراغ روشن به مرحله بعد میره.
- نقیضه‌ای از مسابقه هفته تبدیل به بخش تقریباً ثابتی از برنامه طنز هفتگی ساعت خوش شده بود که در آن مهران مدیری (به گونه ای مبالغه آمیز) به تقلید از شخصیت رفتاری و گفتاری منوچهر نوذری می‌پرداخت که با استقبال گسترده مخاطبان همراه شد. تکه کلام‌های اغراق شده نوذری در این برنامه نیز وارد گفتارهای روزمره مردم شده‌اند که از میان آن‌ها می‌توان به "اونی که تو فیلم بود رو بگو،" "بحث نکن" و "هول نشو" اشاره کرد.
- در سال ۱۳۹۲، در جریان رقابت برای ریاست جمهوری، حسن روحانی با کنایه، یکی از مناظره‌های تلویزیونی که در آن شرکت داشت را به مسابقه هفته تشبیه کرد. همین اتفاق در سال ۱۴۰۰ توسط عبدالناصر همتی روی داد.